# Gobseck (1923)
Gobseck ist ein deutsches Stummfilmdrama aus dem Jahre 1923 des Dänen Preben Rist, dessen letzter Film dies war, ehe er nach Dänemark heimkehrte. Otto Gebühr spielte die Titelrolle, die Geschichte basiert auf dem gleichnamigen Roman (1830) von Honoré de Balzac.

## Handlung
Die Handlung von Balzacs Roman ist aus dem Frankreich des Empires (frühes 19. Jahrhundert) in die Gegenwart (1920er Jahre) verlegt worden. Hier wohnt der Wucherer Gobseck, der mit all denen hart ins Gericht geht, die es seiner Ansicht nach verdienen, ihr schlimmes Schicksal zu erdulden, während er diejenigen mit Milde und Nachsicht behandelt, die ohne eigene Schuld in Not geraten sind. Eine Frau, die schuldhaft in die Hände eines Erpressers geraten ist, überlässt er somit ebenso ihrem schrecklichen Schicksal, wie er einem jungen Grafen aus der Patsche hilft, der durch ehrliche Arbeit einem unverschuldeten Unglück entfliehen will und der mit Gobsecks Hilfe sein bislang vorenthaltenes Vermögen erhält. Auch besitzt der alte Mann mit seinem archaischen Wertekanon ein großes Herz für Tiere, die nach seinen moralischen Maßstäben grundsätzlich unschuldig und somit schützenswert sind. Der Film orientiert sich ganz an seiner Titelfigur und folgt seinen Erlebnissen, die zugleich eine Einsicht auf das Abbild von Gobsecks Wesen geben, anhand mehrerer Einzelereignisse.

## Produktionsnotizen
Gobseck entstand im Spätfrühling 1923, passierte die Zensur am 4. August desselben Jahres und wurde am 19. Oktober 1923 in Wien uraufgeführt. Die deutsche Premiere fiel auf den 14. April 1924. Der Sechsakter besaß eine Länge von 1964 Metern.
Kameramann Leopold Kutzleb (1881–1941) war als Direktor der Suprema-Film zugleich auch Produzent und Produktionsleiter.

## Kritiken
Die Neue Freie Presse schrieb: „Der Film ist ziemlich banal und überdies ziemlich verworren geraten. Man braucht lange Zeit, bis man sich überhaupt in den Familienverhältnissen auskennt, und allzu dramatisch geht es auch nicht zu. Man hätte ein besseres Filmstück aus dem Stoff herausschneiden können. Glänzende Gelegenheiten zu starken, eindrucksvollen Szenen bleiben leider unbenützt. (…) Die Phantasie des Textautors war nicht sehr üppig und dem Regisseur fiel auch nichts ein als oft Dagewesenes. Die Schauspielerei des „Gobseck“-Films geht nirgends über die Mittelware hinaus, mit einer einzigen, allerdings glänzenden Ausnahme, und die heißt: Gebühr. /(…) Er macht die Figur des alten Wucherers in ihren seelischen Antrieben, die zwischen Ruchlosigkeit und Größe schwanken, transparent und glaubhaft und in gewissen Augenblicken sogar monumental.“
Das Kino-Journal resümierte: „Den Wucherer Gobseck gibt Otto Gebühr mit der ihm eigentümlichen Kunst, sonderliche Greise gleichermaßen mysteriös und doch lebenswahr darstellen zu können, durch ihre Jugendfrische und Natürlichkeit wirkt Evi Eva glaubwürdig und belebend. Ernst Hofmann ist angenehm in seiner Liebhaberrolle und Emil Mamelock [sic!] bewährt sich wieder als Intrigant mit gewohnter Meisterschaft.“